# سلطان‌خانی
سلطان‌خانی (به ترکی استانبولی: Sultanhanı) شهری است در کشور ترکیه که در استان آق‌سرای واقع شده‌است. جمعیت این شهر بر اساس سرشماری سال ۲۰۰۸ میلادی ۱۰٬۳۳۶ نفر و بر اساس برآوردهای سال ۲۰۰۹ میلادی ۱۰٬۲۴۵ نفر می‌باشد.